# Štetl

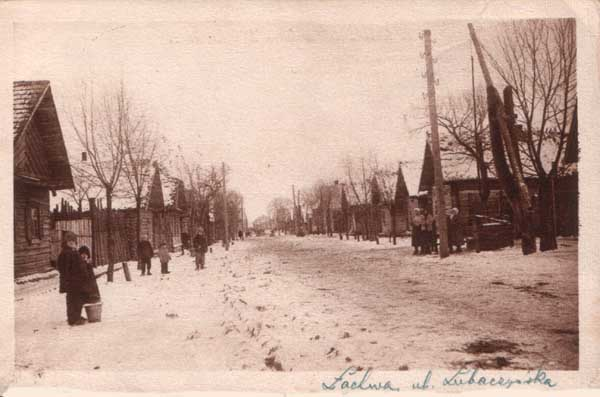
Štetl Lachwa v roce 1926

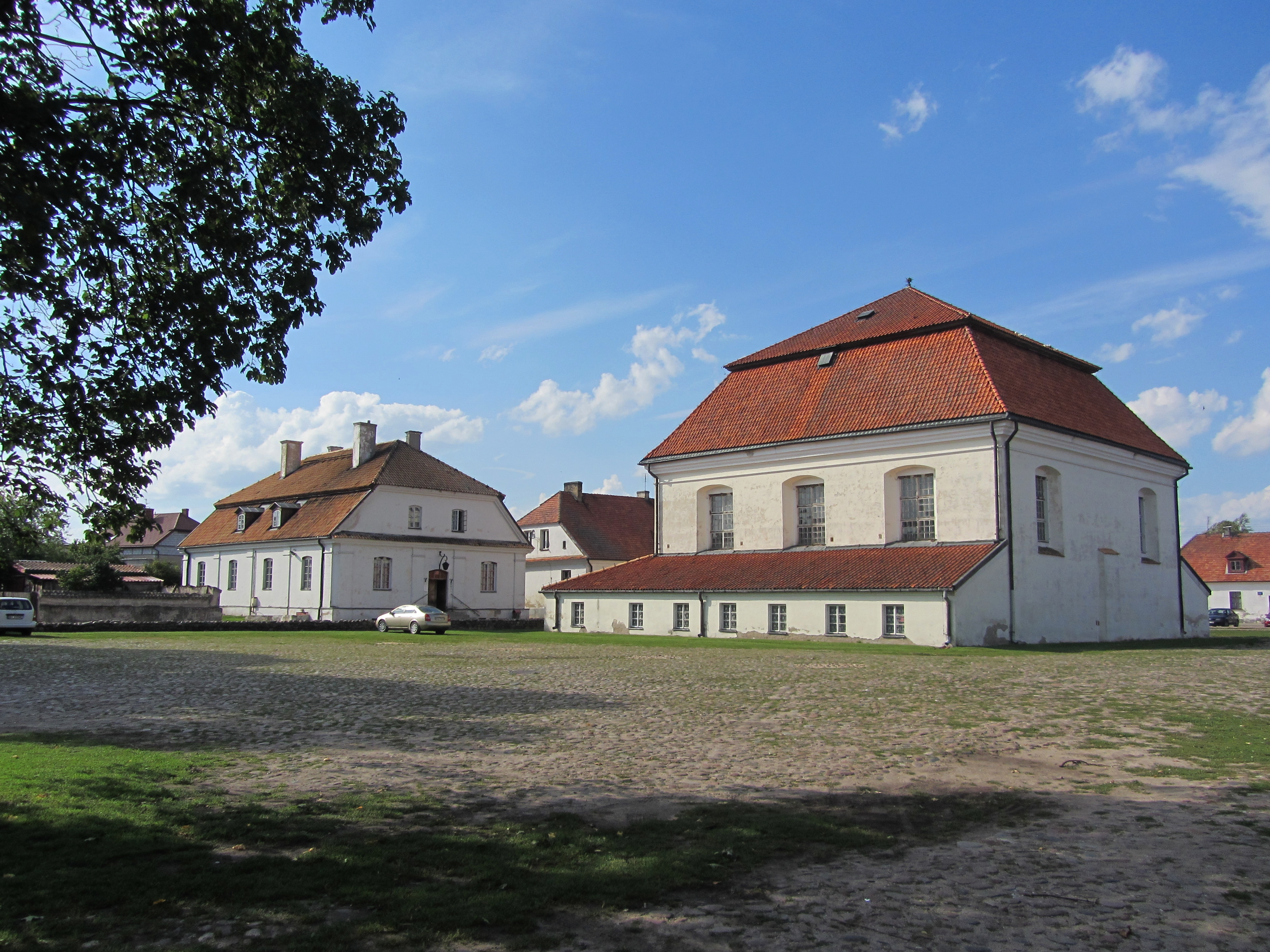
Malá a velká barokní synagoga v Tykotíně

Štetl (v jidiš שטעטל‎, dosl. „městečko“, pravděpodobně z jihoněmeckého „Städtle“) byl typ převážně malého města se silnou židovskou populací, a to zejména ve střední a východní Evropě, nicméně se vyskytoval i v ostatních částech světa.
Větší města, například Lvov (Lemberg) byla nazývána štot (שטאָט‎, srov. německé „Stadt“, město), pro menší vesnice existoval výraz dorf (דאָרף‎, srov. německé „Dorf“, vesnice).

## Historie
První štetly vznikaly ve středověké Evropě a následně se rozhojnily hlavně v Polsko-litevské unii (území později náležící carskému Rusku) v oblasti známé jako Pás osídlení, Haliči a Rumunsku.
Štetly se vyznačovaly používáním jidiš, uzavřeností od okolního světa, zbožným chasidským judaismem a velkou chudobou. Během holokaustu zanikly všechny štetly v Evropě, tento typ osídlení přežívá pouze na několika místech v Severní Americe.

## Některé štetly

### BěloruskoBělorusko
- Grodno
- Motal
- Pinsk
- Sluck
- Vitebsk

### LitvaLitva
- Marijampolė
- Panevėžys

### PolskoPolsko
- Bielsk-Podlaski
- Białystok
- Bytom
- Čenstochová
- Lachwa
- Radom
- Sandoměř
- Tarnów
- Tykocin

### Spojené státy americké
- Crown Heights
- Kiryas Joel
- Kiryas Square
- New Square

### UkrajinaUkrajina
- Berdyčiv
- Belz
- Braclav
- Černihiv
- Černobyl